# J.C. Heard

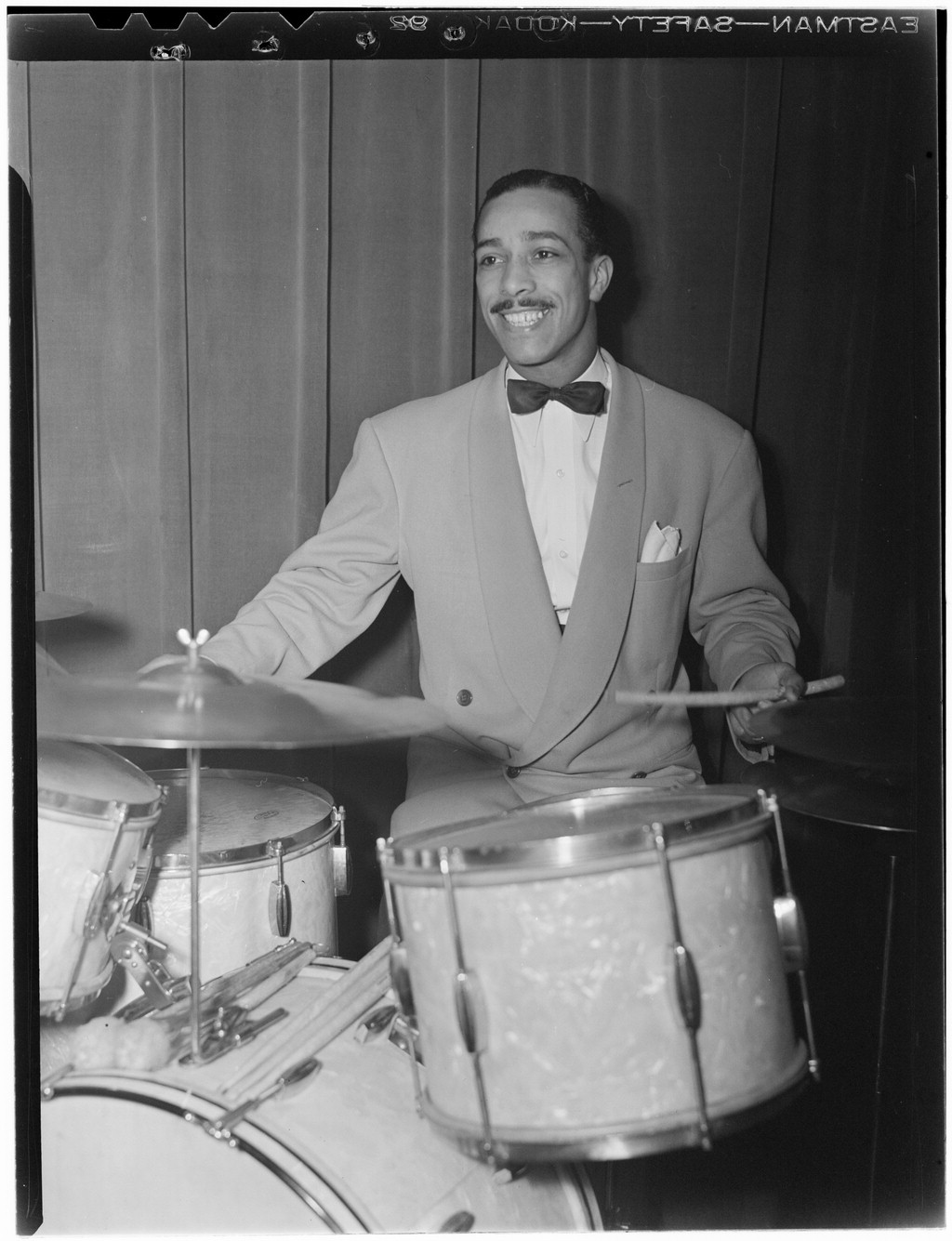
J.C. Heard, ca. juli 1946 (foto: William P. Gottlieb)

James Charles Heard (Dayton, 10 augustus 1917 – Royal Oak, 27 september 1988) was een Amerikaanse jazz-drummer. Heard was een veelzijdige drummer, die in allerlei muzikale settings uit de voeten kon: swing, bop en blues.

## Biografie
Heard speelde al op zijn veertiende drums, daarna was hij actief in lokale groepen. Zijn eerste belangrijke baan in de jazz was als drummer (en af en toe zanger) in de bigband van Teddy Wilson. Hij speelde daar van 1939 tot 1941. Met Wilson zou Heard vaker samenwerken, het laatst in de jaren zestig. Hij werkte bij Benny Carter (1941-1942), Benny Goodman en Cab Calloway (1942-1945). Met het orkest van Calloway speelde hij in de film Stormy Weather (1943), waarin onder anderen Lena Horne te bewonderen is. Heard is vol in beeld als hij hierin de beroemde dansscène van de Nicholas Brothers inleidt, met de muziek van "Jumpin' Jive". Na 1946 leidde hij een eigen groep waarmee hij in Cafe Society in New York speelde en 78 toerenplaten maakte voor Continental Records. Hij drumde in het trio van Erroll Garner, begeleidde in 1952 Lester Young op diens album met Oscar Peterson en toerde in 1953 met Jazz at the Philharmonic (JATP) in Europa. In de periode 1953-1957 werkte hij ook in Japan, de Filipijnen en Australië). In Japan was hij actief als zanger-entertainer en was hij mentor van jonge musici, onder wie Yukimura Izumi en Toshiko Akiyoshi. Van 1957 tot 1966 was Heard freelancer in New York. Hij speelde in die tijd in het kwartet van Coleman Hawkins en Roy Eldridge en was (in 1961) lid van het trio van Teddy Wilson.
In 1966 ging Heard in Detroit wonen, waar hij tot het midden van de jaren tachtig als bandleider en mentor voor jonge musici actief was. In de jaren zeventig en tachtig trad hij met verschillende All Star-groepen in Europa op. Tevens had hij vanaf 1981 een bigband die in de staat optrad en speelde op festivals. Het gezelschap nam in 1986 een plaat op en trad op tot Heards overlijden.
Heard is te horen op talloze platen. Musici en vocalisten die hij begeleidde waren onder anderen Sarah Vaughan, Lester Young, Jonah Jones, ("The President Plays"), Charlie Parker, Ben Webster, Dizzy Gillespie, Ella Fitzgerald, Claude Hopkins, Bud Freeman, Arnett Cobb (drie albums in 1960), Hawkins, Gene Ammons, Rex Stewart, Billie Holiday, Doc Cheatham, Sammy Price, Illinois Jacquet, Benny Carter en Charles Thompson.

## Discografie (selectie)
Onder eigen naam:
- This Is Me, J.C. Heard, Argo Records, 1958
- Cafe Society, Onyx, 1974
- The Detroit Jazz Tradition-Alive & Well (met Claude Black, George Benson en Dave Young), 1983 ('Albumpick' Allmusic.com)
- Some of This, Some of That, Hiroko Records, 1987
- The Continental Sessions, Vol. 3, Storyville, 2004
- Forever Fabulous, Jazz Jewels, ?

Singles:
- Bouncing for Barny/Azure, Continental, 1946
- Sugar Hips/Coasting With J.C.. Swing, 1952
- Ollopa/This Is It, Swing, 1952

Als begeleider:
- Shades of Blue - Ethel Waters, Remington Records, 1950 (heruitgave als Ethel Waters avec J.C. Heard et Son Orchestra, Concerteum)
- Partners in Time - Mark Braun, Blind Pig Records, 1988